# Lista recordurilor Campionatului Mondial de Raliuri
Lista recordurilor Campionatului Mondial de Raliuri include un set de recorduri și statistici de la Campionatul Mondial de Raliuri (WRC) din 1973 până în prezent.

## Piloți

### Victorii
|   | Pilot           | Total | Sezon                                         |
| - | --------------- | ----- | --------------------------------------------- |
| 1 | Sébastien Loeb  | 9     | 2004–2005–2006–2007– 2008–2009–2010–2011–2012 |
| 2 | Juha Kankkunen  | 4     | 1986–1987, 1991, 1993                         |
| 2 | Tommi Mäkinen   | 4     | 1996–1997–1998–1999                           |
| 4 | Walter Röhrl    | 2     | 1980, 1982                                    |
| 4 | Miki Biasion    | 2     | 1988–1989                                     |
| 4 | Carlos Sainz    | 2     | 1990, 1992                                    |
| 4 | Marcus Grönholm | 2     | 2000, 2002                                    |

|    | Pilot           | Total |
| -- | --------------- | ----- |
| 1  | Sébastien Loeb  | 78    |
| 2  | Marcus Grönholm | 30    |
| 3  | Carlos Sainz    | 26    |
| 4  | Colin McRae     | 25    |
| 5  | Tommi Mäkinen   | 24    |
| 6  | Juha Kankkunen  | 23    |
| 7  | Didier Auriol   | 20    |
| 8  | Markku Alén     | 19    |
| 9  | Hannu Mikkola   | 18    |
| 10 | Miki Biasion    | 17    |

|    | Pilot           | Total |
| -- | --------------- | ----- |
| 1  | Sébastien Loeb  | 896   |
| 2  | Markku Alén     | 801   |
| 3  | Carlos Sainz    | 757   |
| 4  | Juha Kankkunen  | 700   |
| 5  | Hannu Mikkola   | 666   |
| 6  | Ari Vatanen     | 588   |
| 7  | Didier Auriol   | 554   |
| 8  | Marcus Grönholm | 542   |
| 9  | Stig Blomqvist  | 529   |
| 10 | Colin McRae     | 477   |

### Statistici
|    | Pilot           | Total |
| -- | --------------- | ----- |
| 1  | Sébastien Loeb  | 116   |
| 2  | Carlos Sainz    | 97    |
| 3  | Juha Kankkunen  | 75    |
| 4  | Mikko Hirvonen  | 63    |
| 5  | Marcus Grönholm | 61    |
| 6  | Markku Alén     | 56    |
| 7  | Didier Auriol   | 53    |
| 8  | Petter Solberg  | 52    |
| 9  | Tommi Mäkinen   | 45    |
| 10 | Hannu Mikkola   | 44    |

|    | Pilot              | Total |
| -- | ------------------ | ----- |
| 1  | Sébastien Loeb     | 1619  |
| 2  | Carlos Sainz       | 1242  |
| 3  | Juha Kankkunen     | 1140  |
| 4  | Mikko Hirvonen     | 1019  |
| 5  | Petter Solberg     | 852   |
| 6  | Markku Alén        | 840   |
| 7  | Miki Biasion       | 768   |
| 8  | Didier Auriol      | 747   |
| 9  | Jari-Matti Latvala | 725   |
| 10 | Hannu Mikkola      | 655   |

|    | Pilot            | Total |
| -- | ---------------- | ----- |
| 1  | Carlos Sainz     | 196   |
| 2  | Petter Solberg   | 188   |
| 3  | Sébastien Loeb   | 167   |
| 4  | Juha Kankkunen   | 162   |
| 5  | Didier Auriol    | 152   |
| 5  | Marcus Grönholm  | 152   |
| 7  | Colin McRae      | 146   |
| 8  | Mikko Hirvonen   | 144   |
| 9  | Tommi Mäkinen    | 139   |
| 10 | Kenneth Eriksson | 138   |

|   | Pilot            | Total |
| - | ---------------- | ----- |
| 1 | Hannu Mikkola    | 61    |
| 2 | Colin McRae      | 60    |
| 3 | Tommi Mäkinen    | 56    |
| 4 | Didier Auriol    | 55    |
| 5 | Ari Vatanen      | 54    |
| 6 | Marcus Grönholm  | 53    |
| 7 | Kenneth Eriksson | 49    |
| 7 | Armin Schwarz    | 49    |
| 9 | Petter Solberg   | 46    |
| 9 | Carlos Sainz     | 46    |

### Vârstă
|    | Pilot              | Vârsta      | Cursa                    |
| -- | ------------------ | ----------- | ------------------------ |
| 1  | Jari-Matti Latvala | 22 y, 313 d | 2008 Swedish Rally       |
| 2  | Henri Toivonen     | 24 y, 86 d  | 1980 RAC Rally           |
| 3  | Mads Østberg       | 24 y, 152 d | 2012 Rally Portugal      |
| 4  | Markku Alén        | 24 y, 156 d | 1975 Rally Portugal      |
| 5  | François Duval     | 24 y, 359 d | 2005 Rally Australia     |
| 6  | Colin McRae        | 25 y, 2 d   | 1993 Rally New Zealand   |
| 7  | Timo Salonen       | 25 y, 345 d | 1977 Critérium du Quebec |
| 8  | Juha Kankkunen     | 25 y, 352 d | 1985 Safari Rally        |
| 9  | Fulvio Bacchelli   | 26 y, 69 d  | 1977 Rally New Zealand   |
| 10 | Mikko Hirvonen     | 26 y, 89 d  | 2006 Rally Australia     |

|    | Pilot             | Vârsta      | Cursa                     |
| -- | ----------------- | ----------- | ------------------------- |
| 1  | Björn Waldegård   | 46 y, 155 d | 1990 Safari Rally         |
| 2  | Hannu Mikkola     | 44 y, 331 d | 1987 Safari Rally         |
| 3  | Pentti Airikkala  | 44 y, 80 d  | 1989 RAC Rally            |
| 4  | Joginder Singh    | 44 y, 70 d  | 1976 Safari Rally         |
| 5  | Kenjiro Shinozuka | 44 y, 13 d  | 1992 Rallye Côte d'Ivoire |
| 6  | Didier Auriol     | 42 y, 219 d | 2001 Rally Catalunya      |
| 7  | Ingvar Carlsson   | 42 y, 107 d | 1989 Rally New Zealand    |
| 8  | Carlos Sainz      | 42 y, 98 d  | 2004 Rally Argentina      |
| 9  | Kenneth Eriksson  | 41 y, 83 d  | 1997 Rally New Zealand    |
| 10 | Juha Kankkunen    | 40 y, 123 d | 1999 Rally Finland        |

|   | Pilot       | Vârsta      | Sezon |
| - | ----------- | ----------- | ----- |
| 1 | Colin McRae | 27 y, 109 d | 1995  |

## Constructori
|   | Constructor    | Total | Sezoane                    |
| - | -------------- | ----- | -------------------------- |
| 1 | Lancia         | 10    | 1974–1976, 1983, 1987–1992 |
| 2 | Citroën        | 8     | 2003–2005, 2008–2012       |
| 3 | Peugeot        | 5     | 1985–1986, 2000–2002       |
| 4 | Fiat           | 3     | 1977–1978, 1980            |
| 4 | Toyota         | 3     | 1993–1994, 1999            |
| 4 | Subaru         | 3     | 1995–1997                  |
| 4 | Ford           | 3     | 1979, 2006–2007            |
| 8 | Audi           | 2     | 1982, 1984                 |
| 9 | Alpine-Renault | 1     | 1973                       |
| 9 | Talbot         | 1     | 1981                       |
| 9 | Mitsubishi     | 1     | 1998                       |

|    | Constructor     | Total |
| -- | --------------- | ----- |
| 1  | Citroën         | 93    |
| 2  | Ford            | 82    |
| 3  | Lancia          | 73    |
| 4  | Peugeot         | 48    |
| 5  | Subaru          | 46    |
| 6  | Toyota          | 43    |
| 7  | Mitsubishi      | 34    |
| 8  | Audi            | 24    |
| 9  | Fiat            | 21    |
| 10 | Datsun / Nissan | 9     |

|    | Bolid                       | Total |
| -- | --------------------------- | ----- |
| 1  | Lancia Delta                | 46    |
| 1  | Subaru Impreza              | 46    |
| 3  | Ford Focus RS WRC           | 44    |
| 4  | Toyota Celica               | 37    |
| 5  | Citroën C4 WRC              | 36    |
| 6  | Citroën Xsara WRC           | 32    |
| 7  | Ford Escort                 | 31    |
| 8  | Mitsubishi Lancer Evolution | 26    |
| 9  | Peugeot 206 WRC             | 24    |
| 10 | Citroën DS3 WRC             | 23    |

## Naționalitate
|   | Țara         | Piloți | Total |
| - | ------------ | ------ | ----- |
| 1 | Finlanda     | 6      | 13    |
| 2 | Franța       | 2      | 10    |
| 3 | Suedia       | 2      | 2     |
| 3 | Regatul Unit | 2      | 2     |
| 3 | Germania     | 1      | 2     |
| 3 | Italia       | 1      | 2     |
| 3 | Spania       | 1      | 2     |
| 8 | Norvegia     | 1      | 1     |

|    | Țara         | Victorii |
| -- | ------------ | -------- |
| 1  | Finlanda     | 168      |
| 2  | Franța       | 156      |
| 3  | Suedia       | 43       |
| 4  | Regatul Unit | 36       |
| 5  | Italia       | 30       |
| 6  | Spania       | 28       |
| 7  | Germania     | 17       |
| 8  | Norvegia     | 14       |
| 9  | Kenya        | 8        |
| 10 | Estonia      | 5        |

## Raliuri (curse)

### Cele mai rapide raliuri
|    | Cursa                | Viteza medie            | Câștigător         | Bolid                 |
| -- | -------------------- | ----------------------- | ------------------ | --------------------- |
| 1  | 2012 Rally Finland   | 122,9 km/h (76,4 mph)   | Sébastien Loeb     | Citroën DS3 WRC       |
| 2  | 2005 Rally Finland   | 122,86 km/h (76,34 mph) | Marcus Grönholm    | Peugeot 307 WRC       |
| 3  | 2010 Rally Finland   | 122,80 km/h (76,30 mph) | Jari-Matti Latvala | Ford Focus RS WRC 09  |
| 4  | 2000 Safari Rally    | 122,43 km/h (76,07 mph) | Richard Burns      | Subaru Impreza WRC 99 |
| 5  | 2006 Rally Finland   | 122,06 km/h (75,84 mph) | Marcus Grönholm    | Ford Focus RS WRC 06  |
| 6  | 2007 Rally Finland   | 121,85 km/h (75,71 mph) | Marcus Grönholm    | Ford Focus RS WRC 07  |
| 7  | 2002 Rally Finland   | 121,80 km/h (75,68 mph) | Marcus Grönholm    | Peugeot 206 WRC       |
| 8  | 2003 Rally Finland   | 121,62 km/h (75,57 mph) | Markko Märtin      | Ford Focus RS WRC 03  |
| 9  | 1983 Rally Argentina | 121,60 km/h (75,56 mph) | Hannu Mikkola      | Audi Quattro A2       |
| 10 | 2000 Rally Finland   | 121,46 km/h (75,47 mph) | Marcus Grönholm    | Peugeot 206 WRC       |

### Curse câștigate la limită
|   | Cursa                   | Distanță    | Câștigător         | Locul doi          |
| - | ----------------------- | ----------- | ------------------ | ------------------ |
| 1 | 2011 Jordan Rally       | 0.2 second  | Sébastien Ogier    | Jari-Matti Latvala |
| 2 | 2007 Rally New Zealand  | 0.3 second  | Marcus Grönholm    | Sébastien Loeb     |
| 3 | 1998 Rally Portugal     | 2.1 seconds | Colin McRae        | Carlos Sainz       |
| 4 | 1999 Rally Argentina    | 2.4 seconds | Juha Kankkunen     | Richard Burns      |
| 4 | 2010 Rally New Zealand  | 2.4 seconds | Jari-Matti Latvala | Sébastien Ogier    |
| 4 | 2011 Rally Argentina    | 2.4 seconds | Sébastien Loeb     | Mikko Hirvonen     |
| 7 | 2000 Rally Australia    | 2.7 seconds | Marcus Grönholm    | Richard Burns      |
| 8 | 2003 Rallye Deutschland | 3.6 seconds | Sébastien Loeb     | Marcus Grönholm    |
| 9 | 1976 Rallye Sanremo     | 4.0 seconds | Björn Waldegård    | Sandro Munari      |
| 9 | 2002 Rally Argentina    | 4.0 seconds | Carlos Sainz       | Petter Solberg     |

## Victorii ale piloților după naționalitate
Finlanda e națiunea cu cele mai multe victorii, 168.
| #  | Naționalitate | Victorii | Piloți | N° |
| -- | ------------- | -------- | --- | -- |
| 1  | Finlanda      | 168      | Marcus Grönholm (30), Tommi Mäkinen (24), Juha Kankkunen (23), Markku Alén (19), Hannu Mikkola (18) Mikko Hirvonen (15), Timo Salonen (11), Ari Vatanen (10), Jari-Matti Latvala (8), Timo Mäkinen (4) Henri Toivonen (3), Kyösti Hämäläinen (1), Pentti Airikkala (1), Harri Rovanperä (1)                                                                                           | 14 |
| 2  | Franța        | 156      | Sébastien Loeb (78), Didier Auriol (20), Sébastien Ogier (11), Bernard Darniche (7), Gilles Panizzi (7) Jean-Luc Thérier (5), Jean-Pierre Nicolas (5), Michèle Mouton (4), François Delecour (4) Jean-Claude Andruet (3), Jean Ragnotti (3), Bruno Saby (2), Philippe Bugalski (2), Guy Fréquelin (1) Bernard Béguin (1), Alain Ambrosino (1), Alain Oreille (1), Patrick Tauziac (1) | 18 |
| 3  | Suedia        | 43       | Björn Waldegård (16), Stig Blomqvist (11), Kenneth Eriksson (6), Ingvar Carlsson (2), Mikael Ericsson (2) Mats Jonsson (2), Ove Andersson (1), Per Eklund (1), Harry Källström (1), Anders Kulläng (1) | 10 |
| 4  | Regatul Unit  | 36       | Colin McRae (25), Richard Burns (10), Roger Clark (1) | 3  |
| 5  | Italia        | 30       | Miki Biasion (17), Sandro Munari (7), Raffaele Pinto (1), Fulvio Bacchelli (1), Antonio Fassina (1) Andrea Aghini (1), Gianfranco Cunico (1), Piero Liatti (1) | 8  |
| 6  | Spania        | 28       | Carlos Sainz (26), Jesús Puras (1), Dani Sordo (1) | 3  |
| 7  | Germania      | 17       | Walter Röhrl (14), Achim Warmbold (2), Armin Schwarz (1) | 3  |
| 8  | Norvegia      | 14       | Petter Solberg (13), Mads Østberg (1) | 2  |
| 9  | Kenya         | 8        | Shekhar Mehta (5), Joginder Singh (2), Ian Duncan (1) | 3  |
| 10 | Estonia       | 5        | Markko Märtin (5) | 1  |
| 11 | Austria       | 2        | Franz Wittmann, Sr. (1), Josef Haider (1) | 2  |
| 11 | Japonia       | 2        | Kenjiro Shinozuka (2) | 1  |
| 13 | Argentina     | 1        | Jorge Recalde (1) | 1  |
| 13 | Belgia        | 1        | François Duval (1) | 1  |
| 13 | Canada        | 1        | Walter Boyce (1) | 1  |
| 13 | Portugalia    | 1        | Joaquim Moutinho (1) | 1  |

## Legături externe
- RallyBase
- Statistics at World Rally Archive